# هاردکور پانک
هاردکور پانک (به انگلیسی: Hardcore punk) که به اختصار هاردکور هم گفته می‌شود یکی از ژانرهای موسیقی راک و از زیرشاخه‌های پانک راک است. این گونهٔ موسیقی در سال‌های پایانی دههٔ ۷۰ میلادی در آمریکای شمالی و پادشاهی متحد پدید آمد.
موسیقی گروه‌های هاردکور پانک عموماً حجیم‌تر، سنگین‌تر و دارای ریتمی سریع‌تر از گروه‌های پانک راک اولیه بود. هنرمندان پیشگام این سبک از ضرب‌آهنگ بالای درامز و همراهی خواننده با آن به صورت سرضرب مقید بودند در حالی‌که گروه‌های مدرن هاردکور معمولاً به هماهنگی کامل آواز با ضرباهنگ اصلی آهنگ قید و بندی ندارند. آهنگ‌های هاردکور معمولاً کوتاه، سریع و پرسروصدا هستند و به موضوع‌هایی مثل سیاست، آزادی فردی، فاشیسم، خشونت، بیگانگی اجتماعی، راحت و بی‌پرده سخن گفتن از مصرف الکل و مخدر، گیاه‌خواری، جنگ، مذهب و مسایل مرتبط با خرده‌فرهنگ پانکی می‌پردازند.
از گروه‌های پیشگام و شاخص این سبک می‌توان از بلَک فلَگ، دِد کِنِدیز، د سیرکِل جِرکس، بَد برِینز و لیوی نام برد.
بعدها تحت تأثیر هاردکور پانک، سبک‌های دیگری پدید آمد که مشتق یا تأثیرگرفته از آن بودند و بعضی از آن‌ها مانند ملودیک هاردکور، متال‌کور، پُست هاردکور و ترش متال بسیار محبوب و پرطرفدار شدند.